# Zamek w Rogóźnie
Zamek w Rogóźnie (niem.  Ordensburg Roggenhausen) – zamek we wsi Rogóźno (województwo kujawsko-pomorskie), wpisany do rejestru zabytków nieruchomych województwa kujawsko-pomorskiego.
Zamek położony jest między Osą a Gardęgą, wzniesiony w latach 1250 - 1260 przez zakon krzyżacki. Początkowo jako drewniano-ziemna strażnica, pod koniec XIII w. przekształcony w murowany zamek. 1285 do 1333 był siedzibą komturstwa, a później (do 1454) wójtostwa. Po przegranej przez Krzyżaków w 1410 w bitwie pod Grunwaldem został na krótko zajęty przez wojska polskie. Ponownie polskie oddziały zajęły zamek w 1414 podczas wojny głodowej. Po wybuchu wojny trzynastoletniej zajęty został przez członków Związku Pruskiego. Krzyżacy przed opuszczeniem zamku wzniecili pożar jednak spowodowane nim straty nie były zbyt poważne.

## Historia
W latach 1309-1312 na zamku obradowała generalna kapituła z udziałem 51 komturów. W latach 1407-1410 wójtem zamku był Fryderyk von Wenden, dowódca chorągwi w bitwie pod Grunwaldem. Ostatni wójt krzyżacki, Eglott von Rosenberg, opuszczając warownię podpalił ją. Po odbudowie zamku od 1466 stał się siedzibą starostów polskich. W 1590 starostwo zostało zamienione na ekonomię królewską. Wykonana w 1564 lustracja wykazała, że znajdował się w złym stanie z powodu obsuwania zboczy wzgórza i wcześniejszych zniszczeń wojennych, a także i długich lat zaniedbań. Przeprowadzone wówczas naprawy ograniczyły się do niezbędnych prac budowlanych, dlatego kolejna lustracja z 1624 oraz wizytacje biskupie z 1640 i 1647 odnotowały postępujący upadek zabudowań.
Zamek został poważnie zniszczony w czasie wojny polsko-szwedzkiej w 1628. Na rozkaz króla szwedzkiego Gustawa Adolfa na jego murach wypróbowano siłę nowego rodzaju min, które wybuchając, pogłębiały zniszczenia warowni. W połowie XVII w. zamek remontowano, jednak następny najazd szwedzki w 1656 spowodował tak znaczne zniszczenia, że w 1686 był już całkowitą ruiną. Zamek rozebrano na rozkaz króla pruskiego Fryderyka II w latach osiemdziesiątych XVIII w., a cegłę zużyto do budowy twierdzy w Grudziądzu.
Prace zabezpieczające pozostałości dawnego zamku podjęto w 1911. Po II wojnie światowej, w 1952, przeprowadzono renowację zamku (między innymi stropów, schodów oraz dachu wieży bramnej), a do połowy lat 90. XX w. krzyżacka warownia należała do Agencji Własności Rolnej. Od tego czasu zamek pozostaje w rękach prywatnych.

## Poszczególne części zamku

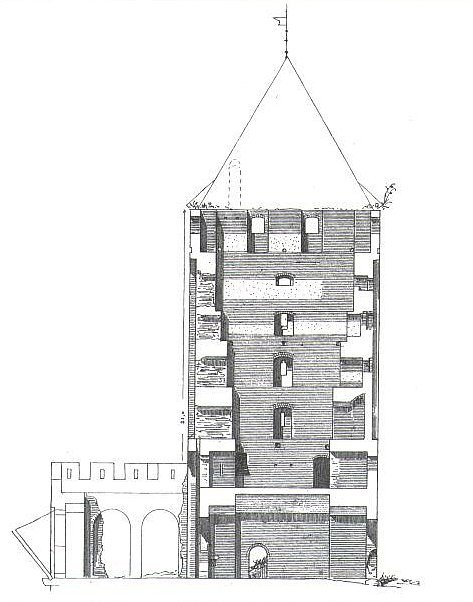
Wieża bramna Konrada Steinbrechta (1888)

Wzniesiony w stylu gotyckim, murowany z cegły o układzie wendyjskim z użyciem głazów narzutowych, szczególnie w strefie cokołu. Pierwotnie obiekt składał się z trzech części.

### Przedzamcze zewnętrzne
Obejmujące duży obszar terenu położnego na sąsiednim wzniesieniu od strony północnowschodniej i oddzielonego od głównej warowni fosą. Przedzamcze założone na planie nieregularnego czworoboku otaczały mury, wzmocnione basztami; w 1565 zamek posiadał 22 baszty.

### Zamek "średni" (przedzamcze wewnętrzne)
Założony na planie zbliżonym do trapezu, na osi wschód-zachód. Otoczony murami, od strony południa i wschodu - podwójnymi. Mur zewnętrzny, wyposażony w narożną cylindryczną wieżyczkę, połączony był z przedbramiem osłaniającym siedmiokondygnacyjną wieżę bramną. W czasach krzyżackich w przedzamczu mieściły się zabudowania gospodarcze oraz mieszkania personelu zamkowego.

### Zamek "górny"

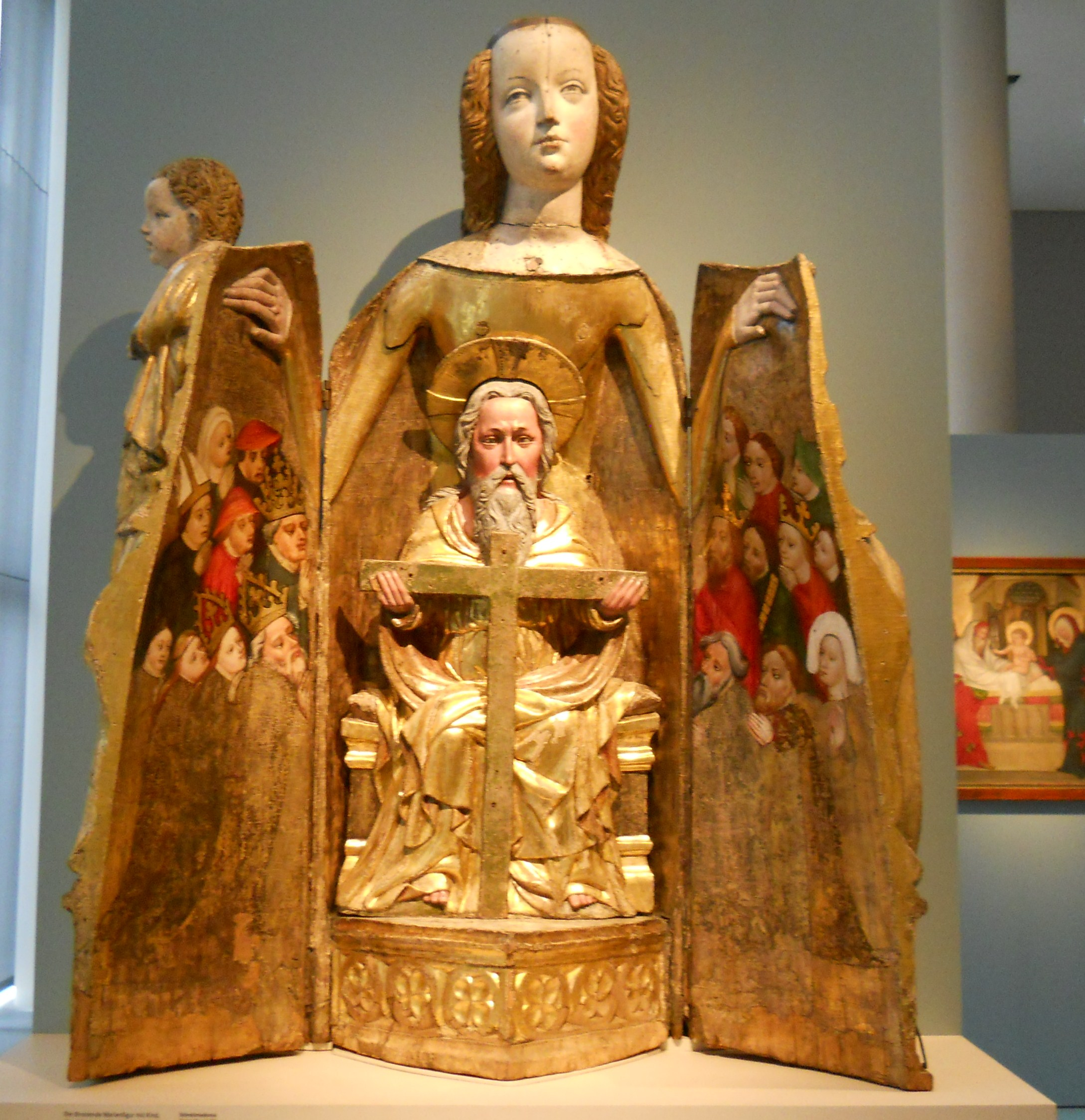
Madonna szafkowa z kaplicy zamkowej, XIV w., Germanisches Nationalmuseum, Norymberga

Usytuowany był w północnozachodniej części przedzamcza wewnętrznego. Został założony na planie prostokąta obejmującego budynki skupione wokół wewnętrznego dziedzińca. Wnętrza zamku górnego przypuszczalnie powielały schemat innych zamków  konwentualnych, a więc posiadały przyziemie o funkcjach gospodarczych, piętro przeznaczone na sale reprezentacyjne i mieszkalne, a także poddasza wykorzystywane do obrony i jako spichrze. W jego północnej części mieścił się dom konwentu, w skrzydle południowym - infirmeria i kaplica, w skrzydle zachodnim - refektarz. Wjazd do zamku prowadził od strony wschodniej przez most przerzucony nad fosą.